# 櫛橋氏
櫛橋氏（くしはしし）は、日本の氏族の一つ。
室町時代に播磨国守護を務めた赤松氏に古くから重臣として仕え、往時は東播磨の目代として活動した。戦国時代には志方城に割拠する豪族の一つだったが、織田信長の勢力伸長によって滅ぼされた。子孫は福岡藩士となった。歴代当主は「豊後守」「左京亮」の名を多く用い、「伊」の字を通字とした。

## 歴史

### 出自・櫛橋氏の初代
志方城の跡地に建てられた観音寺に伝わる文書類によると、世尊寺家7代藤原伊経の子である伊朝が初めて櫛橋氏を名乗ったとされている。一方で源平合戦期の相模国豪族・糟屋盛久の子に櫛橋余一がおり、これが櫛橋氏の初めであると解釈する説もあり、相模国大住郡櫛橋郷を出自とするという主張と符合する。櫛橋氏の名は『太平記』に見え、六波羅探題に従って櫛橋義守が戦死しており、一方で櫛橋三郎左衛門尉が赤松氏の武将として活動している事がみえる。また観応の擾乱において足利尊氏に随う武将に「糟谷新左衛門尉伊朝」の名があるが、これが櫛橋伊朝であるという説もある。櫛橋氏初代・伊朝については不明点が多いが、「国家草昧の始め、峡内の孤城に屯し、ついに骨を沙場に曝せるなり」とあり、南北朝の動乱期に赤松氏に従って戦死したと解釈されている。

### 赤松氏没落まで
2代目当主伊光は、南朝方に属した赤松氏範が反乱した際に戦死。3代目当主伊範は、明徳の乱における京都での戦いで戦死。4代目当主伊高は、赤松義雅に従って大和永享の乱鎮圧に参加して戦死。5代目当主貞伊は、嘉吉の乱で赤松満祐に従って敗北し、伊勢国に逃れた後自害した。なお貞伊自害の際には櫛橋氏一族6名もともに自殺している。このように櫛橋氏は代々に渡って赤松氏に従って戦場に命を散らしており、後代赤松政則に絶賛を受けている。
この中で特に3代・伊範は浦上氏とともに赤松氏の奉行人として頭角を現しており、また4代・伊高は東播磨目代となって別所氏（東播磨守護代）とともに東播磨支配で重きをなしたほか、播磨・備前・美作三国の出納役を務めるなど家中で重きをなした。
また伊範は討伐された赤松家則（赤松氏範の子）の遺児を養育し、兄・祐則は櫛橋氏を、弟・家全は志方氏を称するようになった。赤松氏支流とされる櫛橋氏とはこの流れを指すのだが、資料によっては櫛橋氏宗家と赤松支流櫛橋氏を混同した記述が散見される。「観音寺文書」では櫛橋氏宗家が志方を治める豪族であったとしており発給文書もその名で散見できるが、赤松支流櫛橋氏の活動は先述の混同もあってよく分かっていない。

### 赤松氏再興後
嘉吉の乱当時、6代目当主則伊はまだ9歳であったため仏門に入っていたが、応仁の乱後に赤松氏が播磨に再興を果たすと守護・赤松政則によって召喚されて還俗した。政則は櫛橋氏歴代の忠烈を称えて奉行職に再任し、則伊は赤松氏重臣として重きをなした。則伊は志方の支配にも取り組んでおり、天神山城、のち志方城を築いてそこを居城とした。
このように櫛橋則伊は播磨国内において重要な武将として活躍したが、以後の活動は不明点が多くなる。7代目当主は伊家だが活動の記録がなく、代わりに櫛橋則高（豊後守）という人物が赤松氏の奉行衆に名を連ねている。8代目当主・伊定も同様に記録がなく、櫛橋氏の当主の記録は戦国時代に入るとやや混乱し、その後織田信長によって志方城が滅ぼされるころの城主が8代目・伊定であったのか、その子の9代目（政伊）であったのかも諸説ある。
戦国後期の櫛橋氏は近隣勢力である別所氏の影響下が強く、別所長治が織田氏から離反するとそれと共に反旗を翻した。しかし間もなく織田軍の攻撃により鎮圧され、その時に播磨櫛橋氏は事実上滅亡した。子孫は伊定の娘櫛橋光の夫であった後の福岡藩祖黒田孝高に養われ、以後は福岡藩士として存続した。
なお滅亡時、赤松氏支流櫛橋氏の当主は櫛橋伊則、志方氏の当主は志方秀尚であったが、特に伊則は志方城主との記述もあり、動向などの詳細は不明。なお伊則と秀尚は兄弟とある。

## 人物

### 歴代当主
1. 櫛橋伊朝（これとも）
2. 櫛橋伊光（これみつ、?-1369）
3. 櫛橋伊範（これのり、?-1392）
4. 櫛橋伊高（これたか、1371-1433、豊後守）
5. 櫛橋貞伊（さだこれ、1401-1441、左京亮）
6. 櫛橋則伊（のりこれ、1433-1487、左京亮、豊後守）
7. 櫛橋伊家（これいえ、1477-1541、左京亮）
8. 櫛橋伊定（これさだ、1522-1573、左京亮、豊後守）
9. 櫛橋政伊（まさこれ、?-1578、左京進、左京亮）

### 赤松氏系櫛橋氏
前述の通り、櫛橋氏に扶育されて後に櫛橋氏を名のった赤松氏系櫛橋氏が存在するが、資料ではしばしば志方城主と記載され、藤姓櫛橋氏と混同されている。正確なところは不明と言わざるを得ない。
1. 櫛橋祐則（すけのり、1381-1441、左京亮） - 嘉吉の乱で自害。
2. 櫛橋春則（はるのり、1401-1441、左京亮） - 嘉吉の乱で自害。
3. 櫛橋通則（みちのり、1420-1471、忠三郎、左京亮） - 志方城主。
4. 櫛橋尚則（なおのり、1489-1534、左京亮） - 志方城主、朝日山の戦いで戦死。[注釈 3]
5. 櫛橋秀則（ひでのり、1523-1570、左京亮） - 志方城主、別所氏に従う。
6. 櫛橋伊則（これのり、1547-1578、左京亮） - 志方城主。落城。

### 一族の人物
中には同一人物の別名の可能性があることを留意されたい。
- 櫛橋余一 - 糟谷盛久の子。櫛田氏とも。
- 櫛橋左内（三郎四郎） - 伊定の次男。黒田長政に仕え、朝鮮出兵にて戦死。
- 櫛橋右馬助（三十郎） - 伊定の三男。黒田孝高に仕え、城井谷の戦いで戦死。
- 櫛橋中務（1561-1625、徳松） - 伊定の四男。黒田長政に仕える。
- 櫛橋政次（七兵衛） - 中務の長男。福岡藩士。
- 櫛橋源助 - 中務の次男。福岡藩士。
- 櫛橋利直（貞右衛門） - 中務の三男。福岡藩士。
- 櫛橋三郎（?-1580） - 政伊の長男。三木合戦で自害。
- 櫛橋定重（1574-1647、藤九郎） - 政伊の次男。福岡藩士。
- 櫛橋藤一郎 - 政伊の三男。
- 櫛橋伊成（若狭守） - 播磨大部荘代官。永正頃。
- 櫛橋弥三郎（?-1531） - 摂津池田城の戦いで戦死。
- 可屋周印（?-1531） - 弥三郎の弟。志方池寺の住持。池田城の戦いで戦死。
- 櫛橋則高（1475-1536、豊後守） - 赤松義村、晴政の奉行衆。伊家の弟?
- 櫛橋村貞（左京亮） - 天文頃。
- 櫛橋高成（右衛門尉） - 天文頃。
- 櫛橋五郎介 - 黒田長政に仕える。
- 櫛橋政朝
- 櫛橋祐貞（三郎）
- 櫛橋新右衛門尉

### 関連人物
- 赤松家則 - 赤松氏範の子、一説に志方氏。
- 志方家全 - 赤松家則の子、櫛橋祐則の弟。
- 志方秀尚 - 櫛橋秀則の子、櫛橋伊範の弟。
- 好田大炊助 - 櫛橋伊定の重臣。